# 特大型運搬車

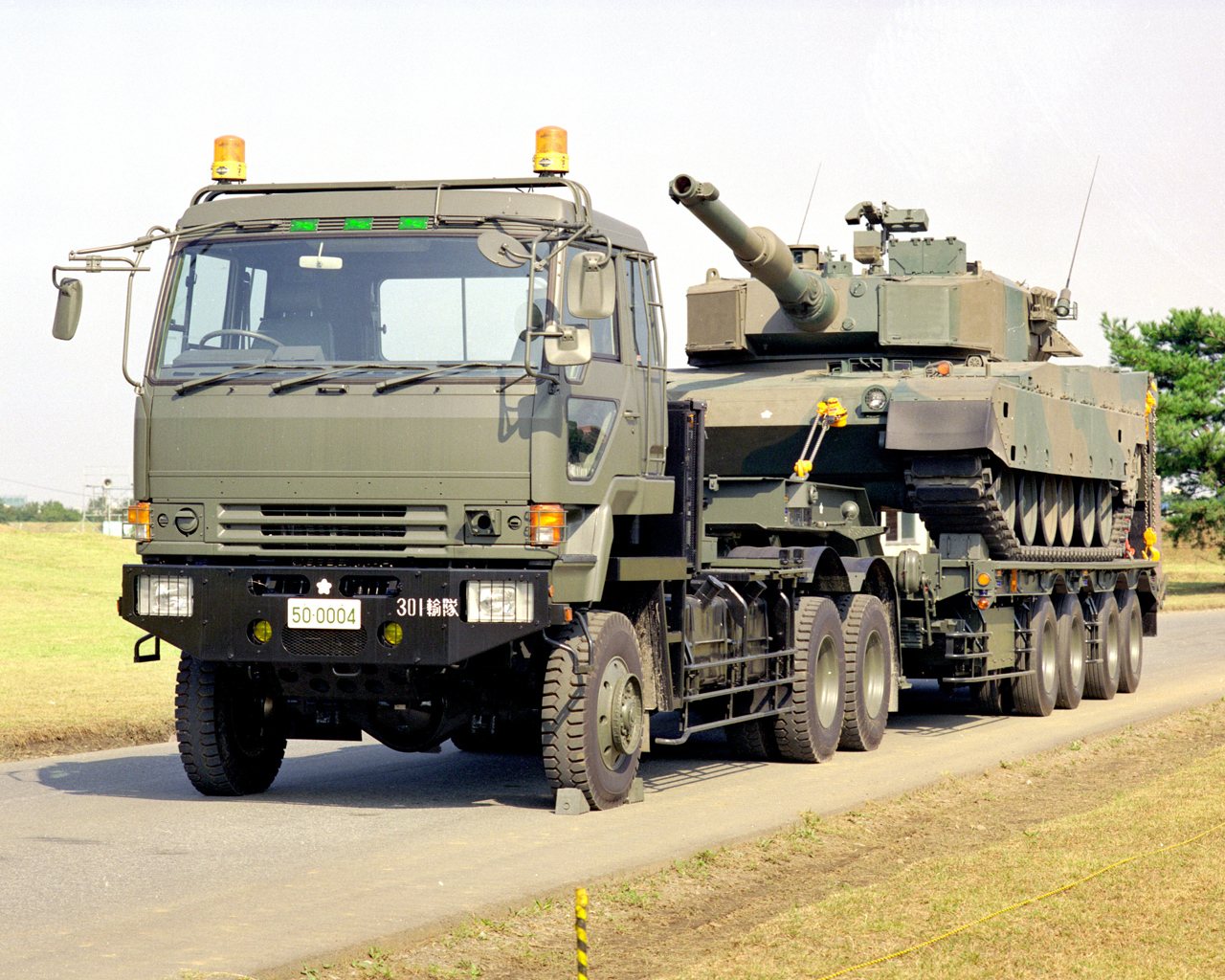
特大型運搬車
90式戦車を積載した状態

特大型運搬車（とくおおがたうんぱんしゃ）は、陸上自衛隊が装備する輸送車両。いわゆる戦車運搬車で、主に輸送科に配備される。

## 特徴
最大積載量50tの4軸16輪トレーラである。陸上自衛隊の装備では90式戦車以下全車を搭載可能であり、北部方面輸送隊と東部方面輸送隊に少数が配備されている。
牽引車（トラクタ）のベースとなっているのは74式特大型トラックの新型が多い。また、牽引車の車高は74式特大型トラックに比べても相当に上げられている。
公道を走行する場合は、法令により夜間限定とされ、先導車をつけた上で、緑色の回転灯を発光させて走行しなければならない。

## 諸元・性能
- 全長：16.99m（牽引車：7.335m、トレーラ：11.545m）
- 全幅：3.49m
- 全高：3.15m
- 重量：21,160kg（牽引車：10,780kg、トレーラ：10,380kg）
- 最大積載量：50,000kg
- 出力：535ps
- 最高速度：約60km/h[1]
- 製作：牽引車（三菱ふそうトラック・バス〈旧・三菱自動車工業〉）、トレーラ（東急車輛製造〈現・東邦車輛〉）

## 配備部隊
北部方面隊
- 北部方面後方支援隊
  - 北部方面輸送隊
    - 第310輸送中隊
    - 第313輸送中隊
    - 第314輸送中隊

東部方面隊
- 東部方面後方支援隊
  - 東部方面輸送隊
    - 第301輸送隊

## 登場作品
『機動警察パトレイバー 2 the Movie』
自衛隊への治安出動が発令されたため、90式戦車をトレーラーに乗せ、中央自動車道を通って東京に向かう。
なお作品内においての正式名称は、「93式特大型運搬車」とされている